# Liebling, sei nicht albern!
Liebling, sei nicht albern! ist ein deutscher Spielfilm aus dem Jahre 1970 von Hubert Frank mit Jürgen Draeger in der Hauptrolle. Er wurde auch unter dem Titel Ach du Schreck, mein Mann ist weg vermarktet.

## Handlung
Andreas ist ein bekannter Modefotograf mit ausgewiesenem Aufreißer-Charme. Stets ist er von attraktiven Models umgeben, und trotz dieser ewigen Versuchung will er nun endlich seine große Liebe Maria, die er als Verkäuferin in einem Schallplattengeschäft kennen gelernt hatte, heiraten. Doch Martin, ein Freund und Kollege, der ältere Rechte auf Maria geltend macht, hat etwas dagegen und setzt fortan Himmel und Hölle in Bewegung, dass die beiden ihre Hochzeitsnacht nicht vollziehen können. Dauernd lässt sich Martin etwas Neues einfallen, seitdem er bei der Eheschließung in der Backsteinkirche die Frage des Pastors, ob jemand Einspruch gegen die Heirat erheben wolle, allzu wörtlich nahm. Keine Idee ist ihm zu albern, kein Trick zu skurril, um den ersten ehelichen Sex von Maria und Andreas zu verhindern. So organisiert er beispielsweise vor demjenigen Hotel, in dem die Flitterwöchner endlich ihre Ehe „einweihen“ wollen, eine Blaskapelle, die inmitten der Hochzeitsnacht lostrompetet. Noch in derselben Nacht entfliehen Andreas und Maria dem einsetzenden höllischen Lärm und suchen in seinem schneeweißen Mercedes 190 SL das Weite. Doch auch für das nächste Nachtlager hat sich Martin etwas einfallen lassen: Diesmal liegt er, geschminkt wie ein toter Voodoo-Magier, bei der Ankunft des Ehepaars bereits selbst in deren Bett und jagt den Flitterwöchnern für einen kurzen Moment einen gehörigen Schreck ein. Als daraufhin Maria meint, dass sie hier, wo eine „Leiche“ in ihrem Bett gelegen habe, nicht mehr Sex haben könne, stapft Andreas genervt aus dem Bett und verbringt die Nacht auf einem Sofa im Nebenzimmer.
Als dann am nächsten Morgen auch noch beider Liebesgeflüster mitten auf die Straße hinaus getragen wird, weil Martin ein Mikrofon im Zimmer mit an der Außenmauer befestigten Lautsprechern verbunden hat, reicht es Andreas. Jetzt will er sich ihn vorknöpfen. Zu allem Überfluss verteilt gerade ein Polizist ein Knöllchen an seinem Wagen wegen Parkens im Halteverbot. Dann taucht auch noch eine von Andys früheren Gespielinnen, die sächselnde Asiatin Nicole auf, macht sich vor Marias Augen nackig und hüpft zu ihrem Ex ins Bett. Nun ist es an Maria, die stinksauer ist; sie rennt davon, als auch noch Andys Kumpel Walter im Adamskostüm auftaucht, an seiner Seite eine nackte Blondine. Andreas rennt seiner Maria nach, um zu retten, was zu retten ist. Beide verkriechen sich in seinem auf Hamburgs Mönckebergstraße geparkten Benz-Cabriolet und wollen hier, in der kommenden Nacht und auf engstem Raum, endlich miteinander schlafen. Dies erregt prompt die Aufmerksamkeit desjenigen Polizisten, der kurz zuvor den Strafzettel an die Windschutzscheibe des Fahrzeugs befestigt hatte.
Andreas und Maria sehen nur eine Möglichkeit, endlich mit sich allein zu sein: Sie nehmen das nächste Flugzeug, das aus der Stadt hinausführt. Doch gleich das erste Quartier, was sie in ihrem Ankunftsort beziehen wollen, ist ebenfalls bereits von mehreren jungen Menschen belegt, die sicherlich Martin organisiert hat. Todmüde sinken Maria und Andreas gemeinsam in einer leeren Badewanne nieder und schlafen völlig erschöpft ein. Es soll noch zu zahlreichen anderen Hindernissen und Zwischenfällen kommen, bis das junge Eheglück endlich seine Hochzeitsnacht ungestört verbringen kann: und das ausgerechnet in einem Kuhstall.

## Produktionsnotizen
Liebling, sei nicht albern! entstand 1969 u. a. in Hamburg und wurde am 21. August 1970 uraufgeführt.
Für den 65-jährigen Kameraveteran Albert Benitz, der neben Ernst W. Kalinke den Film fotografierte, war dies die letzte Arbeit. Für den hohen Sprücheklopferanteil in den Dialogen sorgte Rainer Brandt, der überdies Jochen Busse synchronisierte. Auch Bruno W. Pantel sprach sich nicht selbst, ihm lieh Gerd Duwner seine Stimme. Die Filmbauten entwarf Nino Borghi. Der Filmeditor Klaus Dudenhöfer sorgte diesmal nicht für den Filmschnitt, sondern übernahm die Herstellungsleitung.
Hauptdarstellerin Janie Murray war die Lebensgefährtin von Produzent Reginald Puhl.

## Kritik
„Witz- und geistloses deutsches Lustspiel.“